# Мэгги Стар
Мэгги Стар (англ. Maggie Star, род. 23 августа 1983, Калифорния) — американская порноактриса, лауреатка премии AVN Awards.

## Биография
Родилась 23 августа 1983 года в Калифорнии. Дебютировала в порноиндустрии в 2002 году, в возрасте около 19 лет.
Снималась для таких студий, как Anabolic Video, Diabolic Video, Elegant Angel, Evil Angel, JM Productions, Pink Visual, Red Light District Video, VCA Pictures и других.
В 2004 году получила AVN Awards в категории «самая скандальная сцена секса» за роль в Perverted Stories The Movie вместе с Джули Найт и Мистером Питом.
Ушла из индустрии порно в 2008 году, снявшись в 69 фильмах.

## Премии
| Год  | Награда    | Категория                     | Работа                      | Результат |
| ---- | ---------- | ----------------------------- | --------------------------- | --------- |
| 2004 | AVN Awards | Самая скандальная сцена секса | Perverted Stories The Movie | Победа    |

## Избранная фильмография
- Perverted Stories The Movie[5] (2003, JM Productions)